# Go-Sai
Go-Sai (後西天皇 Go-Sai Tennō), (nom propre : Nagahito) (1er janvier 1638 - 22 mars 1685) est le 111e empereur du Japon. Il règne du 5 janvier 1655 au 5 mars 1663.
Les années du règne de Go-Sai couvre la période allant de 1655 jusqu'en 1663.
Ce souverain du XVIIe siècle est appelé d'après l'empereur Junna du IXe siècle et go- (後), se traduit littéralement par « plus tard » aussi peut-il être appelé l'« empereur Junna tardif ». Le mot japonais « go » est également traduit pour signifier le « deuxième ». L'empereur Go-Sai ne peut transmettre le trône à ses descendants. Pour cette raison il est appelé l'empereur Go-Saiin d'après un nom alternatif de l'empereur Junna, qui a connu et atteint un accommodement à des problèmes similaires. Cet empereur est également appelé« L'empereur du palais de l'Ouest » (西院の帝, Saiin no mikado). Le mot japonais « go » est également traduit pour signifier le « deuxième » et dans quelques sources anciennes, cet empereur peut être identifié comme « Junna II ». Au cours de l'ère Meiji, le nom devient juste Go-Sai.

## Généalogie
Avant l'ascension de Go-Sai au trône du chrysanthème, don nom personnel (imina) est Nagahito (良仁) ou Yoshihito; et son titre avant l'accession est Hide-no-miya (秀宮) ou Momozono-no-miya.
Huitième fils de l'empereur Go-Mizunoo, il est élevé comme s'il était le fils de Tōfuku-mon'in. L'ancienne impératrice Meishō est sa sœur ainée d'une mère différente et l'ancien empereur Go-Kōmyō est son frère ainé d'une mère différente.
La famille impériale de l'empereur Go-Sai vit avec lui dans le dairi du palais de Heian. Cette famille compte au moins 11 fils et 17 filles dont aucun n'accède au trône
- Dame de cour : Princesse Akiko (明子女王) – première fille du prince impérial Takamatsu-no-miya Yoshihito (高松宮好仁親王)
  - Fille ainée : Princesse impériale Tomoko (誠子内親王)
  - Fils ainé : Prince impérial Hachijō-no-miya Osahito (八条宮長仁親王) – quatrième Hachijō-no-miya
- Dame d'honneur : Seikanji Tomoko (清閑寺共子)
  - Deuxième fils : Prince impérial Arisugawa-no-miya Yukihito (有栖川宮幸仁親王) – troisième Arisugawa-no-miya
  - Deuxième fille : Ni-no-miya (女二宮)
  - Troisième fille : Princesse Sōei (宗栄女王)
  - Quatrième fille : Princesse Sonsyū (尊秀女王)
  - Quatrième fils : Prince Yoshinobu (義延法親王) (prêtre bouddhiste)
  - Sixième fille : Enkōin-no-miya (円光院宮)
  - Cinquième fils : Prince Tenshin (天真法親王) (prêtre bouddhiste)
  - Septième fille : Kaya-no-miya (賀陽宮)
  - Dixième fille : Princesse impériale Mashiko (益子内親王)
  - Onzième fille : Princesse Rihō (理豊女王)
  - Treizième fille : Princesse Zuikō (瑞光女王)
- Consort : Fille de Iwakura ?? (岩倉具起)
  - Troisième fils : Prince ?? (永悟法親王) (prêtre bouddhiste)
- Consort : Fille de Tominokōji Yorinao (富小路頼直)
  - Cinquième fille : Tsune-no-miya (常宮)
- Consort : Umenokōji Sadako (梅小路定子)
  - Huitième fille : Kaku-no-miya (香久宮)
  - Neuvième fille : Princesse Syō'an (聖安女王)
  - Sixième fils : Prince Gōben (公弁法親王) (prêtre bouddhiste)
  - Septième fils : Prince impérial Dōyū (道祐法親王)
  - Huitième fils : Prince impérial Hachijō-no-miya Naohito (八条宮尚仁親王) – cinquième Hachijō-no-miya
  - Onzième fille : Princess Rihō (理豊女王)
  - Douzième fille : Mitsu-no-miya (満宮)
  - Quatorzième fille : Princesse Sonkō (尊杲女王)
  - Quinzième fille : Princesse Sonsyō (尊勝女王)
  - Onzième fils : Prince Ryō'ou (良応法親王) (prêtre bouddhiste)
- Consort : Fille de Takatsuji Toyonaga
  - Neuvième fils : ?? (道尊法親王) (prêtre bouddhiste)
- Consort : Fille de Matsuki ?? (松木宗条)
  - Dixième fils
- Consort : Inconnue
  - Seizième fille : ?? (涼月院)

## Événements de la vie de Go-Sai
Nagahito-shinnō devient empereur lorsque son frère, lui-même empereur, décède. Cette mort laisse le trône vacant et la succession (senso) est reçue par le nouveau monarque. Peu de temps après, l'empereur Go-Sai est considéré comme ayant accédé au trône (sokui). Un acte distinct de senso n'est pas reconnu avant l'empereur Tenji et tous les souverains, sauf Jitō, Yōzei, Go-Toba et Fushimi ont leur senso et sokui la même année jusqu'au règne de l'empereur Go-Murakami. Les événements durant sa vie mettent en lumière son règne. Les années du règne de Go-Kōmyō correspondent à une période où Tokugawa Iemitsu et Tokugawa Ietsuna sont les dirigeants au sommet du shogunat Tokugawa.
Go-Sai épouse la fille du premier Takamatsu-no-miya Yoshihito (高松宮好仁親王) et lui succède comme deuxième Takamatsu-no-miya. Puis ce prince impérial devient empereur à titre temporaire jusqu'à ce que son frère cadet, le prince impérial Satohito (識仁親王, Satohito-shinnō) grandisse.
- 1er janvier 1638 : Naissance d'un prince impérial qui deviendra connu sous le nom posthume Go-Sai-tennō[7].
- 5 janvier 1655 : Le décès de Go-Kōmyō entraîne la transmission de la succession (senso) à son frère et lorsque la succession (senso) est reçue, le règne de l'empereur Go-Sai est considéré avoir commencé[7].
- 1655 (ère Meireki 1) : Le nouvel ambassadeur de Corée arrive au Japon[1].
- 2–3 mars 1657 (Meireki 3, 18–19e jours du 1er mois) : Grand incendie de Meireki : La ville d'Edo est dévastée par un violent incendie[3].
- 1659 (Manji 5) : À Edo commence la construction du pont de Ryōgoku (ryogokubashi)[1].
- 1661 (Manji 6) : Le palais impérial de Kyoto est ravagé par le feu et le Gekū à Yamada sérieusement endommagé par un incendie[3].
- 20 mars 1662 (Kanbun 2, 1er jour du 2e mois) : Un violent séisme à Kyoto détruit la tombe du taiko Toyotomi Hideyoshi[1].
- 1662 (Kanbun 2) : L'empereur Go-sai ordonne à Tosa Hiromichi 土佐広通 (1561–1633), un disciple de l'école Tosa, d'adopter le nom Sumiyoshi (probablement en référence au peintre du XIIIe siècle, Sumiyoshi Keinin 住吉慶忍), lorsque celui-ci est nommé peintre officiel pour le Sumiyoshi Taisha 住吉大社)[8].
- 5 mars 1663 (Kanbun 3, 26e jour du 1er mois) : L'empereur Go-Sai abdique[7] ce qui signifie que le prince Satohito reçoit la succession (senso). Peu après, l'empereur Reigen accède formellement au trône (sokui)[9].

Après avoir abdiqué, Go-sai s'adonne à l'étude et laisse de nombreux ouvrages, dont « Collection de l'eau et du soleil » (Suinichishū, 水日集). Il est doué pour la poésie waka et possède une profonde compréhension des classiques.
Durant son règne, en raison des grands incendie au Ise-jingū, au château d'Osaka et au palais impérial, entre autres le grand incendie de Meireki, des séismes dans la région et à cause d'inondations répétées, beaucoup de personnes blâment l'empereur, au prétexte qu'il manque de vertu morale.
- 26 mars 1685 (ère Jōkyō 2, 22e jour du 2e mois) : Décès de l'ancien empereur Go-Sai[7] et une grande comète est observée traversant le ciel nocturne[10].

L'empereur Go-Sai est vénéré au mausolée impérial Tsuki no wa no misasagi au Sennyū-ji situé dans l'arrondissement Higashiyama-ku à Kyoto. Y sont également vénérés ses prédécesseurs impériaux immédiats, l'empereur Go-Mizunoo, l'impératrice Meishō et Go-Kōmyō. Les successeurs impériaux immédiats de Go-Sai y sont pareillement vénérés dont Reigen, Higashiyama, Nakamikado, Sakuramachi, Momozono, l'impératrice Go-Sakuramachi et Go-Momozono.
Au sanctuaire Kitano est inscrit tenmangu calligraphié de la main de l'empereur Go-Sai sur une tablette au-dessus de l'entrée Chu-mon.

### Kugyō
Kugyō (公卿) est un terme collectif pour le très peu d'hommes les plus puissants attachés à la cour de l'empereur du Japon durant les ères pré Meiji. Même pendant les années où l'influence réelle de la cour à l'extérieur des murs du palais est minime, l'organisation hiérarchique persiste.
En général, ce groupe d'élite ne comprend que trois ou quatre hommes à la fois. Ce sont des courtisans héréditaires dont l'expérience et la formation les amènent à l'apogée de la carrière de toute une vie. Pendant le règne de Go-Momozono, ce sommet des daijō-kan comprend : :
- Kampaku, Nijō Mitsuhira, 1653–1663
- Sadaijin
- Udaijin
- Nadaijin
- Dainagon

## Ères du règne de Go-Sai
Les années du règne de Go-Sai sont identifiées par plus d'un nom d'ère ou nengō.
- Jōō (1652–1655)
- Ère Meireki       (1655–1658)
- Manji   (1658–1661)
- Kanbun (1661–1673)